# Prototype 2
Prototype 2 è un videogioco d'azione, pubblicato nell'aprile 2012 su PlayStation 3, Xbox 360 e Microsoft Windows e nell'agosto 2015 per PlayStation 4 e Xbox One. Sviluppato da Radical Entertainment e pubblicato da Activision, è il sequel del videogioco del 2009 Prototype.

## Sviluppo
L'11 dicembre 2010, agli Spike Video Game Awards, Radical Entertainment ha confermato lo sviluppo di un seguito per Prototype, intitolato Prototype 2, da pubblicarsi nel 2012 da parte di Activision.
Già il 6 dicembre era stato lanciato il sito murderyourmaker.com ("uccidi il tuo creatore" in inglese), registrato a nome di Activision, che preannunciava la campagna di marketing virale per il seguito di Prototype. Il sito venne poi reindirizzato alla homepage di prototypegame.com dopo l'ufficializzazione di Prototype 2 ai VGA.
Venne inoltre pubblicato un primo trailer ufficiale, che mostrava come il nuovo protagonista della storia non fosse più Alex Mercer, ma il sergente James Heller; tornato dalla guerra oltreoceano, egli vuole vendicarsi di Mercer in quanto artefice dell'infestazione di New York che gli ha portato via la famiglia e che ha contagiato anche lui; nel trailer, inoltre, si può vedere come Heller e Mercer hanno modo di scontrarsi. Il gameplay è molto simile a quello del videogioco The Incredible Hulk: Ultimate Destruction del 2005.
Per questo gioco sono stati pubblicati due DLC, intitolati "Caos Colossale" e "Forza Eccessiva".

## Trama
La storia di Prototype 2 inizia dopo gli avvenimenti di Prototype, ed è anch'essa ambientata nella città di New York (durante gli avvenimenti della trama verrà chiamata New York Zero, abbreviata NYZ). La storia vede protagonista il sergente James Heller, un soldato che, durante un'epidemia scoppiata a New York si trova in una missione militare all'estero. Egli chiama costantemente la famiglia (la moglie Colette e la figlia Maya) e rimane aggiornato sugli avvenimenti.
Quando riesce a tornare nella metropoli, l'espansione del virus è già in uno stato avanzato e scopre che la sua famiglia è stata uccisa. Scopre anche che l'epidemia è stata causata da Alex Mercer (difatti il virus viene chiamato dai media "virus Mercer"), il protagonista del primo gioco. In seguito alla tragedia, James contrae un disturbo post-traumatico da stress e giura vendetta verso Alex.
Si arruola quindi nelle forze armate che combattono per contrastare l'epidemia e, mentre si trova con altri militari su di un blindato militare per perlustrare la Zona Rossa di New York, viene attaccato da Alex. Il protagonista rimane l'unico sopravvissuto e cerca inutilmente di inseguirlo e ucciderlo con il suo coltello (questo livello sarà un tutorial per prendere confidenza con i vari comandi base).
Alla fine Alex, senza sforzo alcuno, infetta James trasmettendogli i suoi poteri. Il soldato viene quindi soccorso dalla BlackWatch (organizzazione militare volta a contrastare le minacce biologiche sul suolo americano, presente anche nel primo capitolo della serie) e portato in un laboratorio della Gentek nella Zona Gialla, dove viene rinchiuso in una stanza piena di infetti per testare le sue nuove abilità. Qui dimostra di possedere capacità fisiche sovrumane e la capacità di consumare gli esseri viventi. Considerato pericoloso almeno quanto Alex Mercer, la BlackWatch, sotto ordine del colonnello Douglas Rooks, tenta inutilmente di ucciderlo incendiando la stanza. James riuscirà però a sopravvivere e a scappare dal complesso. Fuori incontra di nuovo Alex, il quale gli spiega che l'infezione in realtà è un test di armi biologiche progettato dalla Gentek e messo a punto dalla Blackwatch, e che quindi non è lui il responsabile della morte di Colette e Maya. Rivela inoltre di aver infettato James poiché impressionato dalle sue capacità e di volere il suo aiuto per distruggere le due compagnie.
A questo punto James si reca nel suo vecchio quartiere per chiedere consiglio a un suo vecchio amico, il prete Padre Guerra, il quale conferma la storia di Alex. Da qui in poi inizieranno i vari tentativi del protagonista di sabotare gli esperimenti Gentek: lui scoprirà (dopo aver consumato il Dr. Koenig, uno scienziato della Gentek) inoltre una cospirazione all'interno della stessa compagnia farmaceutica, iniziata da Alex stesso, il quale ha infiltrato nei ruoli chiave della compagnia alcuni infetti "evoluti", ovvero individui con poteri simili ma minori ai due Prototype. James scoprirà poi, con l'aiuto di Padre Guerra e di un'informatrice dal nome in codice "Atena", che in verità è stato proprio Alex a causare l'infezione e che non vuole solo distruggere la Gentek e la BlackWatch, ma anche il resto dell'umanità. Così il protagonista inizierà ad eliminare tutti gli evoluti per sabotare i suoi piani.
A quel punto Alex, per vendicarsi del "tradimento" del soldato, tenterà di ucciderlo. Non riuscendo nell'intento, ucciderà in modo brutale Padre Guerra. Incapace di portare avanti la sua crociata contro Alex, James riceverà, dal telefono del prete, una provvidenziale chiamata da parte di Atena, che si rivelerà essere Dana Mercer, sorella dell'antagonista, presente anche nel primo gioco. James si recherà così nella zona rossa per trovare Dana (travestito da pilota BlackWatch, nome in codice "Catapult 4-1", aiuterà i soldati nel salvataggio di un V.I.P. della Gentek, il quale rivelerà il luogo in cui si trova la ragazza).
Una volta trovata, Dana sarà disposta ad aiutare il soldato, al quale rivela anche che sua figlia, Maya, è viva. Inizierà così un'altra operazione di ricerca della figlia insieme a Dana. James dovrà contrastare la BlackWatch, che vuole distruggere l'intera Zona Rossa con degli elicotteri dotati di armi termobariche, che metterebbero a rischio l'incolumità della figlia. James riuscirà poi, consumando un'agente dell'FBI, a ritrovare Maya (grazie anche all'aiuto inaspettato del colonnello Rooks, convinto che se James ritrovasse la figlia, non sarebbe più un problema per la BlackWatch), la quale però verrà presa in ostaggio dagli evoluti. Verso la fine James, infuriato per il rapimento della figlia, affronterà finalmente Alex, il quale consumerà tutti i suoi seguaci evoluti rimasti per diventare più potente. James, dopo aver sconfitto e consumato il suo "creatore", ottiene così la sua desiderata vendetta; dal suo corpo, ora incredibilmente potenziato, scaturisce un numero notevole di tentacoli che si espandono per tutta la zona rossa, assorbendo il virus e gli infetti, ma causando parecchi danni nell'area.
Il capitolo si conclude con James, che può finalmente riabbracciare la figlia, e Dana, la quale, con lo sguardo rivolto all'orizzonte, chiede: "E ora che facciamo?"

## Ambientazione
Il gioco è diviso nelle tre isole di New York rispettivamente divise in 3 aree o zone: Zona Gialla, Zona Verde, Zona Rossa.
- Zona Gialla: La prima zona di gioco. In quest'area la Gentek e la BlackWatch hanno il completo controllo ed è caratterizzata da una forte oppressione da parte dei corpi speciali verso i civili. In quest'area vengono effettuati anche parecchi esperimenti su cavie umane.
- Zona Verde: La seconda zona, in cui, a differenza della prima, l'oppressione della Gentek e della BlackWatch verso i civili è molto inferiore. Sembra una città abbastanza normale, a parte il fatto che alcune volte scoppiano alcuni focolai di epidemia legati al virus.
- Zona Rossa: Una zona completamente infetta, dove l'attività civile è quasi inesistente e c'è un massiccio impiego di forze militari per contenere le orde di infetti che popolano l'area.

## Poteri
In questo episodio sono stati inclusi nuovi poteri, come ad esempio il potere Tentacoli e Bomba Biologica (non presenti nel precedente capitolo) mentre rimangono a disposizione del giocatore gli stessi poteri del precedente gioco (ad eccezione di Massa Muscolare) ma con sistema di evoluzione differente, che li renderà sempre più devastanti con l'avanzare della campagna assegnandogli dei punti abilità.
Le mutazioni di Heller hanno un colore rossiccio e spesso l'attacco viene seguito da una scia di luce rossa.
- Artigli: si otterranno dall'assorbimento del Bruto. Sono artigli affilati, ottimi per ogni nemico ma poco adatti per combattere contro mezzi e infetti corazzati. In questo capitolo è stata tolta la possibilità di utilizzare gli artigli terreni, sostituita dalla capacità di compiere un balzo in avanti per smembrare i nemici sulla media distanza. Presenti anche nel primo capitolo.
- Scudo: si otterrà dall'assorbimento del Juggernaut "difensivo", un infetto dotati di due scudi sulle braccia. Il potere dona ad Heller un paio di scudi, che gli permetterà di proteggersi dagli attacchi avversari, respingendo ad esempio i missili sparati dai militari e rimandandoli al mittente. L'unica differenza col capitolo precedente è l'impossibilità di muoversi quando la mutazione è attiva.
- Tentacoli: si otterranno assorbendo l'Hydra. Questo nuovo potere genera dei tentacoli provenienti dalle braccia di Heller. Su un singolo individuo potrà essere effettuato l'attacco "Buco Nero", mossa che ha conseguenze differenti a seconda dei casi: se ci saranno molti agenti "BlackWatch" nelle vicinanze l'attacco li attirerà l'uno contro l'altro, uccidendoli violentemente; nel secondo caso l'attacco viene usato contro esseri di "grande calibro" (infetti più grossi e mezzi militari), che verranno colpiti da oggetti più grandi, sempre se ci si trova in un certo spazio.
- Pugni Martello: si otterranno assorbendo il Juggernaut "offensivo", variante dotata di due enormi pugni. Questi grossi pugni danno un'elevata potenza d'attacco, permettendo di devastare l'ambiente circostante. In questo capitolo è ora possibile sfoderare un attacco potenziato che fa emergere dal terrenno dei grossi artigli terreni (similmente al potere "Artigli" nel primo capitolo, con la differenza che gli artigli terreni sono più numerosi). Già presenti nel primo capitolo.

I poteri restanti verranno acquisiti anche dagli evoluti potenziati da Mercer:
- Bomba Biologica: questo potere permette (furtivamente e non) d'inserire nel corpo dei nemici di piccolo calibro dei Tentacoli che, dopo qualche secondo, usciranno dal corpo del nemico, creando l'effetto "Buco Nero". Per usarlo in modo furtivo si dovrà afferrare il soggetto alle spalle, applicare il potere e attenderne la reazione; se non si desidera usarlo in modo furtivo allora basterà semplicemente prendere per il collo il soggetto, applicare il potere e scagliarlo dove si vuole (anche contro infetti di grosso calibro), oppure lasciare la presa.
- Lama: già presente nel primo capitolo, questa singola ma potente lama è perfetta per tutti i tipi di nemici ma inefficace contro mezzi e infetti corazzati.
- Frusta: presente anche nel primo capitolo, questo potere è perfetto per attaccare i nemici a distanza. In questo capitolo la frusta ha un aspetto molto più simile ad una spina dorsale, con aggiunta di piccole lame simili a rasoi. Le funzionalità sono rimaste invariate. Inutile contro mezzi e infetti corazzati.

A differenza di Mercer, Heller può inoltre emettere un'onda che gli permette di "cacciare" la sua preda conoscendone solo il nome o avendo un frammento di DNA: la mossa viene chiamata da Heller "sonar virale", e nel gioco è chiamata "Abilità di caccia".
Un'altra novità è costituita dall'abilità Capobranco, che permette di evocare e controllare dei Bruti che difendono Heller da tutti i nemici nell'area. Si può anche scegliere in qualsiasi momento di far attaccare un singolo nemico; inoltre, nell'ultima parte del gioco in un singolo livello, Heller avrà la possibilità di controllare alcuni Juggernaut tramite l'assorbimento di un Juggernaut Alfa (nuova specie corazzata dotata di una potenza devastante).

## Trofei/obiettivi
Il gioco contiene 43 trofei/obiettivi, e nella versione per Playstation 3 e Playstation 4 è presente anche quello di platino.